# (468346) 2016 ER80
(468346) 2016 ER80 es un asteroide perteneciente al cinturón de asteroides, descubierto el 16 de febrero de 2002 por el equipo Spacewatch desde el Observatorio Nacional de Kitt Peak (Arizona, Estados Unidos).